# Eresoidea
Eresoidea è una  superfamiglia di aracnidi araneomorfi che comprende tre famiglie:
- Eresidae C.L.KOCH, 1851
- Hersiliidae THORELL, 1870
- Oecobiidae BLACKWALL, 1862